# Benjamin Harrison V
Benjamin Harrison V (ur. 5 kwietnia 1726 w Berkeley (Hrabstwo Charles City), zm. 24 kwietnia 1791 tamże) – amerykański plantator i kupiec, delegat do Kongresu Kontynentalnego ze stanu Wirginia; sygnatariusz Deklaracji Niepodległości Stanów Zjednoczonych.

## Życiorys
Urodził się na plantacji Berkeley (hrabstwo Charles City) w kolonii Wirginia; otrzymał wykształcenie wyższe w College of William & Mary w Williamsburg, w stanie Wirginia. Był delegatem do Kongresu Kontynentalnego w latach 1774/77. Harrison był piątym gubernatorem Wirginii; zmarł w Berkeley (hrabstwo Charles City).